# Émilien Lieutaud
Pour les articles homonymes, voir Lieutaud.
Émilien Lieutaud est un avocat, industriel et homme politique français né le 2 mai 1893 à Marseille et décédé le 26 juillet 1971 au Bec-Thomas.

## Biographie
Il fut sénateur des Bouches-du-Rhône de 1948 à 1955 (RPF).
Il appartient à la même famille que Joseph Lieutaud, médecin des enfants de Louis XV.